# Uromenus cockerelli
Uromenus cockerelli is een rechtvleugelig insect uit de familie sabelsprinkhanen (Tettigoniidae). De wetenschappelijke naam van deze soort is voor het eerst geldig gepubliceerd in 1930 door Uvarov.